# Тер-Гевондян, Ваан Арамович
Ваан (Ваган) Арамович Тер-Гевондян (арм. Վահան Արամի Տեր-Ղևոնդյան; род. 12 августа 1961, Ереван) — армянский историк и дипломат, доктор исторических наук. Директор Матенадарана (2018-н. в.). Исполнительный директор Всеармянского фонда «Айастан» (1998—2003). Посол Армении в Аргентине (1995—1998) и Ливане (2006—2008).

## Биография
Родился 12 августа 1961 года в Ереване. Отец — востоковед Арам Тер-Гевондян, мать — археолог Седа Деведжян. Окончил среднюю школу с английским уклоном № 172 в Ереване.
В 1978—1983 годах учился на факультете востоковедения Ереванского государственного университета (ЕГУ), окончил с отличием. В 1983—1986 годах учился в аспирантуре Института истории НАН РА. В 1989 году защитил диссертацию «Киликийская Армения и арабские страны Ближнего Востока в 1145—1226 гг.» и получил учёную степень кандидата исторических наук.
В 1986—1991 годах работал научным сотрудником в отделе истории Средних веков Института истории НАН РА. В 1988—2005 годах (с перерывами) преподавал в ЕГУ. В 1990—1991 годах преподавал в Духовной семинарии Геворгян.
В 1991—1993 годах являлся помощником президента Армении.
В 1993—1995 годах являлся временным поверенным в делах Армении во Франции. В 1995—1998 годах годах являлся послом Армении в Аргентине и, по совместительству, в Уругвае и в Бразилии).
В 1998—2003 годах являлся исполнительным директором Всеармянского фонда «Айастан».
В 2001—2003 годах преподавал в Университете Грачья Ачаряна.
В 2003—2005 годах являлся советником министра иностранных дел Армении. В 2006—2008 годах являлся послом Армении в Ливане.
В 2008—2011 годах заведовал кафедрой ЮНЕСКО в Ереванского лингвистического университета. С 2008 года работал старшим научным сотрудником в Институте истории НАН РА, позднее — ведущим научным сотрудником.
В 2012—2016 годах заведовал отделом изучения и описания арабографических рукописей Матенадарана. В 2014—2016 годах также по совместительству являлся учёным секретарём Матенадарана. В 2016—2018 годах исполнял обязанности директора Матенадарана, с 2018 года является его директором.
В 2017 году защитил диссертацию «Киликийская Армения и Аййюбидские государства» и получил учёную степень доктора исторических наук.
Автор двух монографий, 27 научных статей, составитель и издатель 6 книг. Владеет английским, арабским, испанским, русским и французским языками. Состоит в браке, имеет сына.